# Борисово (Ямбольська область)
Бори́сово (болг. Борисово) — село в Ямбольській області Болгарії. Входить до складу общини Єлхово.

## Населення
За даними перепису населення 2011 року у селі проживали 85 осіб, з них 82 особи (97,6%) — болгари.
Розподіл населення за віком у 2011 році:
Динаміка населення: